# Синіоб
Синіоб (рум. Sâniob) — село у повіті Біхор в Румунії. Входить до складу комуни Чухой.
Село розташоване на відстані 439 км на північний захід від Бухареста, 26 км на північний схід від Ораді, 123 км на північний захід від Клуж-Напоки.

## Населення
За даними перепису населення 2002 року у селі проживали 1243 особи.
Національний склад населення села:
| Національність | Кількість осіб | Відсоток |
| -------------- | -------------- | -------- |
| угорці         | 1040           | 83,7%    |
| цигани         | 153            | 12,3%    |
| румуни         | 44             | 3,5%     |

Рідною мовою назвали:
| Мова      | Кількість осіб | Відсоток |
| --------- | -------------- | -------- |
| угорська  | 1041           | 83,7%    |
| циганська | 153            | 12,3%    |
| румунська | 45             | 3,6%     |